# Goniastrea deformis
Goniastrea deformis är en korallart som beskrevs av Veron 1990. Goniastrea deformis ingår i släktet Goniastrea och familjen Faviidae. IUCN kategoriserar arten globalt som sårbar. Inga underarter finns listade i Catalogue of Life.